# 589 Croatia
Hrvatska, službeno 589 Croatia, naziv je planetoida glavnog planetoidnog pojasa promjera 93,6 kilometara. Otkrio ga je 3. ožujka 1906. njemački astronom August Kopff iz zvjezdarnice Königstuhl—Heidelberg.
U vrijeme otkrića, asteroid se nalazio u zviježđu Djevice i bio je oko 12.5 zvjezdane veličine. Utvrdio je da mu je promjer oko 30 kilometara. Na prijedlog direktora zvjezdarnice, profesora Maxa Wolfa, asteroid je nazvan Croatia u čast utemeljenja Zvjezdarnice Hrvatskoga prirodoslovnog društva u Zagrebu. Otkriće je objavljeno u časopisu Astronomische Nachrichten, člankom profesora Wolfa.
Nakon toga neki astronomi (I. Palisa, K Lohnert i drugi) vrše mjerenja u svrhu što točnijeg određivanja elemenata staze. Na temelju tih mjerenja odredili su neovisno dr. P. V. Neugebauer iz Berlina i M. S. Mello i Simas iz Trafarije (Lisabon) prve elemente staze. Kasnije se i dalje vrše promatranja, a među promatračima se ističu A. Kopf, E. Bianchi, A. Abetti, G. Zappa, P. Chafardet, E. Millossevich, I. Palisa, i drugi. Promatranja su se vršila iz Berlina, Kopenhagena, Rima, Arcetre i još nekih talijanskih gradova. 
Astronom Johann Palisa je iz pulske zvjezdarnice otkrio 28 planetoida. Neki od njih, primjerice 142-Polana, 143-Adria, 183-Istria, imenom su vezani uz Hrvatsku. Veliki uspjeh u otkrivanju novih planetoida postignut je sa zvjezdarnice u Višnjanu u Istri.
Elementi staze: epoha 1962.XI-02, 0h ET; velika poluos: 3,13 a.j.; ekscentricitet: 0,05247539; inklinacija: 10°,808; duljina uzlaznog čvora: 178°,154; duljina perihela: 46°,794; srednja duljina planeta u orbiti: 248°,966 + 65°,00851 T (T u Julijanskim godinama). Argelanderovom metodom utvrđen je promjer od (vjerojatno) 28,452 km, a odatle oplošje 2543,2 km2, duljina ekvatora 89,385 km. Siderički period: 5,54 godine. 